# Sherford
Sherford es un poblado, proyectado como una ecociudad, por construirse en el condado de Devon, Inglaterra. Se prevé que esté finalizado para el 2021.

## Proyecto
Diseñada para 12.000 personas por la Foundation for the Built Environment, presidida por el Príncipe Carlos I de Inglaterra, en 2007. Contará con edificios inspirados en el estilo Georgiano de las antiguas ciudades inglesas, los cuales no tendrán más de cinco pisos.
Para el abastecimiento energético, contará con turbinas eólicas de 120 m de altura, auxiliadas por sistemas a base de celdas solares y biomasa. Los tejados estarán cubiertos de plantas y una capa de grava para brindar refugio a pájaros e insectos. También se tiene planeada una granja de productos orgánicos para abastecer de alimento a la población.
Turbinas de viento suministrarán la corriente, la energía solar calentará el agua de la cocina o el baño, se restringirá el uso del automóvil y se dará prioridad a la bicicleta.
Dos terceras partes de los materiales de construcción que se empleen serán de los alrededores de la ciudad, y las emisiones de carbono de los hogares y los negocios que se instalen allí serán un 60% inferiores a las que exige la legislación actual.
Servirá para crear un prototipo replicable de urbe sostenible, aprovechando el agua de la zona, la biomasa local, la solar y la eólica. Todo ello con emisión cero, vertido cero y recuperación de materiales vía reciclado íntegramente.